# Raven Goodwin
Raven Shamira Goodwin (ur. 24 czerwca 1992) – amerykańska aktorka, znana głównie jako Ivy Wentz z serialu Powodzenia, Charlie!.

## Filmografia
| Film              | Film                                 | Film                      | Film                                                                    |
| Rok               | Film                                 | Rola                      | Notatki                                                                 |
| ----------------- | ------------------------------------ | ------------------------- | ----------------------------------------------------------------------- |
| 2001              | Lovely & Amazing                     | Annie Marks               |                                                                         |
| 2003              | Dróżnik                              | Cleo                      |                                                                         |
| 2006              | Grubazzzki                           | Jazmin (13 lat)           |                                                                         |
| 2007              | All About Us                         | DJ                        |                                                                         |
| 2008              | My Genie                             | Princene 'Princesa' Gingi |                                                                         |
| Filmy telewizyjne |                                      |                           |                                                                         |
| Rok               | Tytuł                                | Rola                      | Notatki                                                                 |
| 2006              | Just a Phase                         | Crystal                   |                                                                         |
| 2011              | Powodzenia, Charlie: Szerokiej drogi | Ivy Wentz                 | Disney Channel Original Movie                                           |
| Telewizja         |                                      |                           |                                                                         |
| Rok               | Tytuł                                | Rola                      | Notatki                                                                 |
| 2008              | Rockefeller Plaza 30                 | Pam                       |                                                                         |
| 2007–2008         | Just Jordan                          | Tangie Cunningham         | główna rola                                                             |
| 2010              | Huge                                 | Becca                     | główna rola                                                             |
| 2010–2014         | Powodzenia, Charlie!                 | Ivy Wentz                 | Disney Channel Original Series                                          |
| 2011              | Glee                                 | Sheila                    | Pojawiła się w 2 odcinkach: "The Purple Piano Project" i "I Am Unicorn" |
| Gościnnie         |                                      |                           |                                                                         |
| 2004              | Zwariowany świat Malcolma            | Dzieciak                  | 1 odcinek                                                               |
| 2005              | Strong Medicine                      | Tara                      | 1 odcinek                                                               |
| 2006              | Wszyscy nienawidzą Chrisa            | Tangee                    | 1 odcinek                                                               |
| 2006              | All of Us                            | Courtney                  | 2 odcinki                                                               |
| 2008              | Rockefeller Plaza 30                 | Pam                       | 1 odcinek                                                               |
| 2010              | Meet the Browns                      | Rose Watkins              | 1 odcinek; "Meet the Trainer"                                           |
| 2011              | Jess i chłopaki                      | Desere                    | 1 odcinek; "Bells"                                                      |